# Sven Svensson
Pour les articles homonymes, voir Svensson et Sven.
Sven Svensson est un prince danois mort en 1104.
Il est le fils du roi Sven II de Danemark et de mère inconnue. À l'annonce de la mort de son frère
Eric Ejergood en juillet 1103 pendant son pèlerinage, Sven envisage de se faire désigner comme le nouveau roi de Danemark. Il se met en route pour rejoindre le thing de Viborg où doit intervenir l'élection, mais il tombe malade. Alors qu'aucun concurrent ne semble s'opposer à lui, il meurt pendant le voyage et c'est son demi-frère cadet Niels qui est élu. 
Il fut le père de Henrik de Danemark Skädelar, marié à Ingrid Rögnvaldsdotter, fille du prince Rögnvald, lui-même fils du roi de Suède Inge Ier l'Ancien.